# Niechanowo
Niechanowo (prononciation : [ɲexaˈnɔvɔ]) est un village de Pologne, situé dans la voïvodie de Grande-Pologne. Il est le chef-lieu de la gmina de Niechanowo, dans le powiat de Gniezno.
Il se situe à 10 kilomètres au sud-est de Gniezno (siège du powiat) et à 53 kilomètres à l'est de Poznań (capitale régionale).
Le village possédait une population de 2 300 habitants en 2006.

## Histoire
De 1975 à 1998, Niechanowo faisait partie du territoire de la voïvodie de Poznań.

Depuis 1999, le village fait partie du territoire de la voïvodie de Grande-Pologne.

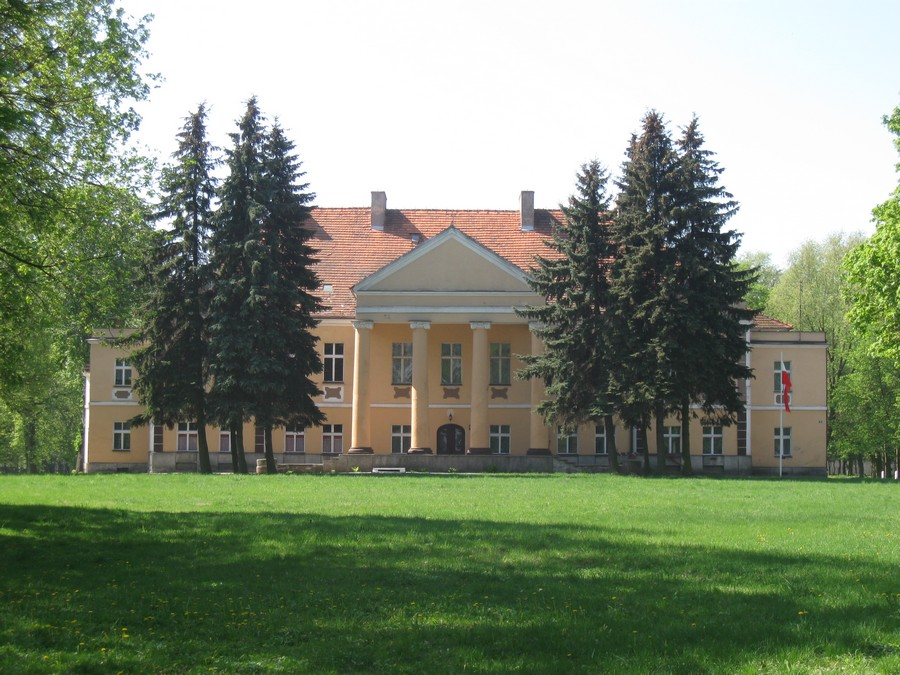
Le palais, construit en 1785.
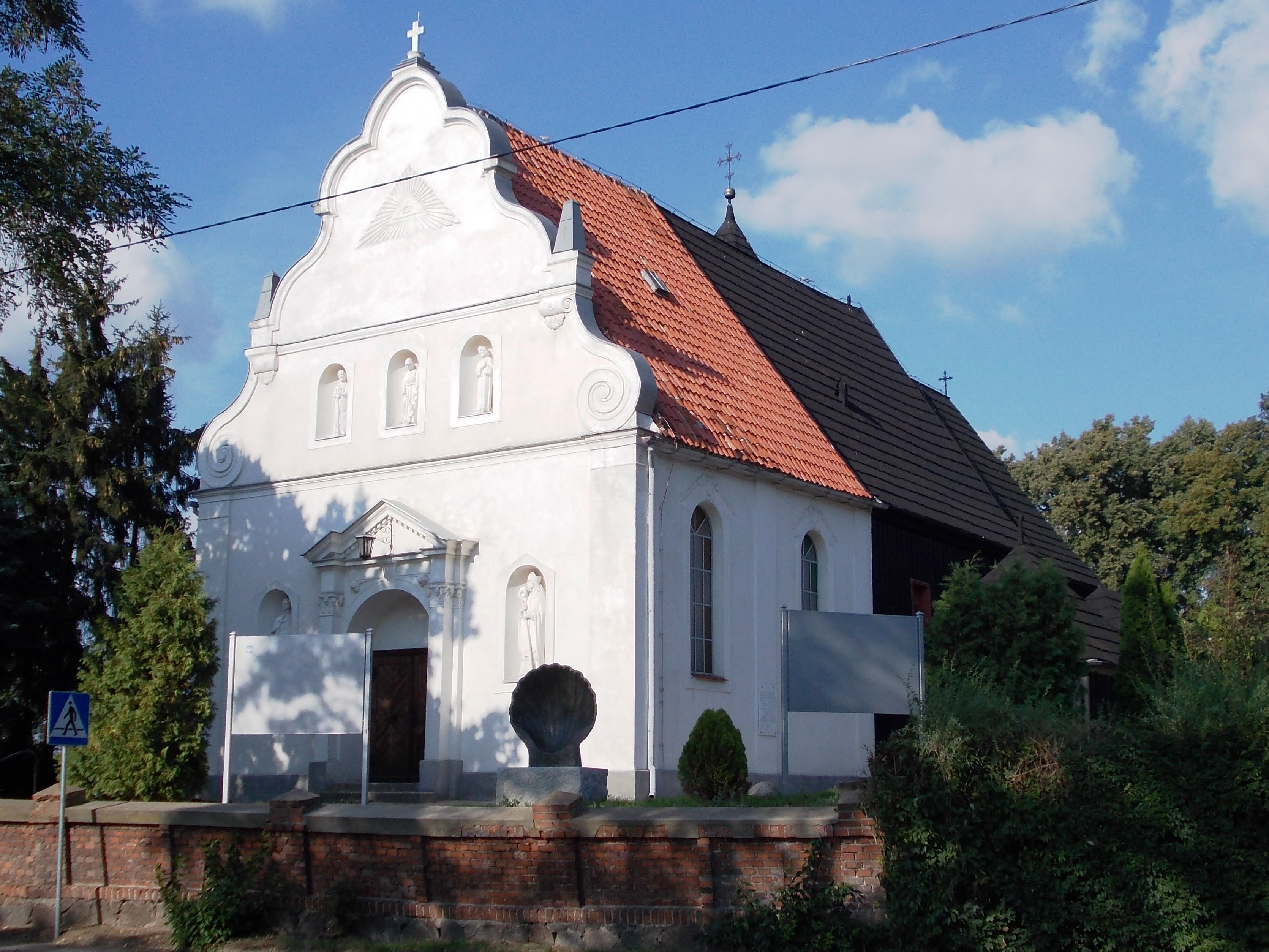
Autre vue de l'église paroissiale.